# أوغدن ناش

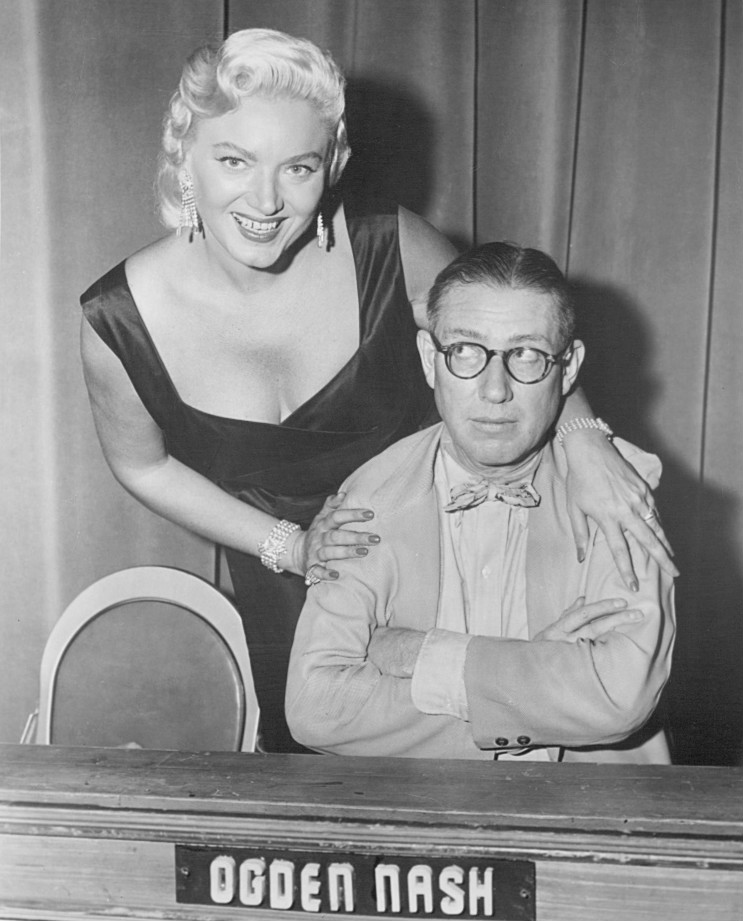

أوغدن نـاش (بالإنجليزية: Ogden Nash)‏ هو كاتب سيناريو وكاتب وشاعر أمريكي، ولد في 19 أغسطس 1902 في نيويورك في الولايات المتحدة، وتوفي في 19 مايو 1971 في بالتيمور في الولايات المتحدة بسبب قصور القلب.

## الطابع البريدي
أصدرت خدمة البريد الأمريكية طابعًا بريديًا يضم صورة أوغدن ناش ونصًا لستٍ من قصائده في الذكرى المئوية لميلاده في 19 أغسطس 2002. القصائد الستة هي السلحفاة والبقرة وعبور الحدود والهريرة والجمل وليمريك ون. كان أول طابع في تاريخ الخدمة البريدية الأمريكية يتضمن كلمة الجنس ضمن قصيدة السلحفاة. الطابع هو الثامن عشر من قسم الفنون الأدبية. أقيم حفل الإصدار الأول في بالتيمور في 19 أغسطس في المنزل الذي تقاسمه هو وزوجته فرانسيس مع والديه في 4300 روجبي رود حيث قام بمعظم كتاباته.

## بيان بمؤلفات الكاتب
- أنا غريب هنا بنفسي لأوغدن ناش. ليتل براون وشركاؤه، 1938 (أعادت كتب بوكانير إصداره، 1994).
- الوجه مألوف: الآية المختارة لأوغدن ناش بقلم أوغدن ناش. شركة غاردن سيتي للنشر، 1941.
- النوايا الحسنة لأوغدن ناش. ليتل براون وشركاؤه، 1942.
- منذ سنوات طويلة لأوغدن ناش. ليتل براون وشركاؤه، 1945.
- النقيض لأوغدن ناش. ليتل براون وشركاؤه، 1949.
- غرفة طعام خاصة لأوغدن ناش. ليتل براون وشركاؤه، 1952. لا يمكنك الوصول إلى هناك من هنا لأوغدن ناش. ليتل براون وشركاؤه، 1957.
- الجميع ما عداك وأنا بقلم أوغدن ناش. بوسطن: ليتل وبراون، 1962.
- عقود الزواج بقلم أوغدن ناش. بوسطن: ليتل وبراون، 1964.
- هناك دائمًا طاحونة هوائية أخرى بقلم أوغدن ناش. ليتل براون وشركاؤه، 1968.
- خلاص السرير بقلم أوغدن ناش. ليتل براون وشركاؤه، 1969.
- قصائد مجموعة من عام 1929 لأوغدن ناش. مطبوعات لوي وبريدون المحدودة، لندن، لصالح شركة جاي إم دينت وأبناؤه المحدودة 1972.
- ينبح الكلب الهرم للماضي بقلم أوغدن ناش. ليتل براون وشركاؤه، 1972.
- كاسترد وشركاؤه لأوغدن ناش. ليتل براون وشركاؤه، 1980.
- حديقة حيوان أوغدن ناش لأوغدن ناش وإيتيان ديليسيرت، ستيوارت وتابوري وتشانغ، 1986.
- كتاب الجيب من أوغدن ناش لأوغدن ناش. بوكيت، 1990.
- الحلوى ممتازة من تأليف أوغدن ناش، أنتوني بيرجس ولينيل سميث وإيزابيل إبرشتات. كارلتون بوكس المحدودة، 1994.
- قصائد مختارة لأوغدن ناش بقلم أوغدن ناش. بلاك دوج & ليفانتال للنشر، 1995.
- حكاية كاسترد التنين بقلم أوغدن ناش ولين مونسينغر. ليتل وبراون يونغ ريدز، 1998.
- كاسترد التنين والفارس الشرير لأوغدن ناش ولين مونسينغر. ليتل وبراون يونغ ريدز، 1999.

### قصائد فردية
- قصيدة «ما أعرفه عن الحياة» نيويوركر 24/47 (15 يناير 1949): 35
- قصيدة «كرنفال الحيوانات» نيويوركر 25/48 (7 يناير 1950): 26

## وصلات خارجية
- أوغدن نـاش على موقع IMDb (الإنجليزية)
- أوغدن نـاش على موقع الموسوعة البريطانية (الإنجليزية)
- أوغدن نـاش على موقع ميوزك برينز (الإنجليزية)
- أوغدن نـاش على موقع قاعدة بيانات برودواي على الإنترنت (الإنجليزية)
- أوغدن نـاش على موقع قاعدة بيانات الأفلام السويدية (السويدية)
- أوغدن نـاش على موقع إن إن دي بي (الإنجليزية)
- أوغدن نـاش على موقع أول ميوزيك (الإنجليزية)
- أوغدن نـاش على موقع ديسكوغز (الإنجليزية)
- أوغدن نـاش على موقع قاعدة بيانات الفيلم (الإنجليزية)